# آپورچونیتی (واشینگتن)
آپورچونیتی (به انگلیسی: Opportunity) یک منطقهٔ مسکونی در ایالات متحده آمریکا است که در شهرستان اسپوکن، واشینگتن واقع شده‌است. آپورچونیتی ۱۷٫۳ کیلومتر مربع مساحت و ۲۵٬۰۶۵ نفر جمعیت دارد و ۶۱۱ متر بالاتر از سطح دریا واقع شده‌است.